# Nicki Pedersen
Nicki Pedersen, född 2 april 1977 i Odense, är en dansk speedwayförare. Han blev individuell världsmästare 2003, 2007 och 2008. Han har också blivit världsmästare i lag 2006, 2008, 2012 och 2014. Pedersen är också dansk mästare fyra gånger. I den svenska elitserien har han under säsongerna 2008-2010 tävlat för Lejonen. Säsongen 2011 bytte Nicki till Vargarna och körde där till 2013. Sedan 2014 kör han för Dackarna i Målilla. Under 2016 kör han för Lejonen i Gislaved.

## Priser och utmärkelser
Nicki Pedersen utsågs även till "Årets smålänning" 2008.

## Klubbar 2016
- Sverige: Lejonen
- Tjeckien: Prag
- Polen: Stal Gorzów Wielkopolski
- Danmark: Holsted

### Fotnoter
1. ↑  läs online, www.speedwaygp.com .[källa från Wikidata]
2. ↑  läs online, www.speedwayeuro.com .[källa från Wikidata]
3. ↑  läs online, BBC  .[källa från Wikidata]
4. ↑  läs online, Facebook .[källa från Wikidata]
5. ↑  ”Sveriges Radio P4 Jönköping”. Arkiverad från originalet den 24 maj 2012. https://archive.is/20120524183538/http://sverigesradio.se/sida/gruppsida.aspx?programid=2267&grupp=13269&artikel=4391720. Läst 15 juni 2011.